# Niemojki (osada w województwie mazowieckim)
Niemojki – osada w Polsce położona w województwie mazowieckim, w powiecie łosickim, w gminie Łosice. 

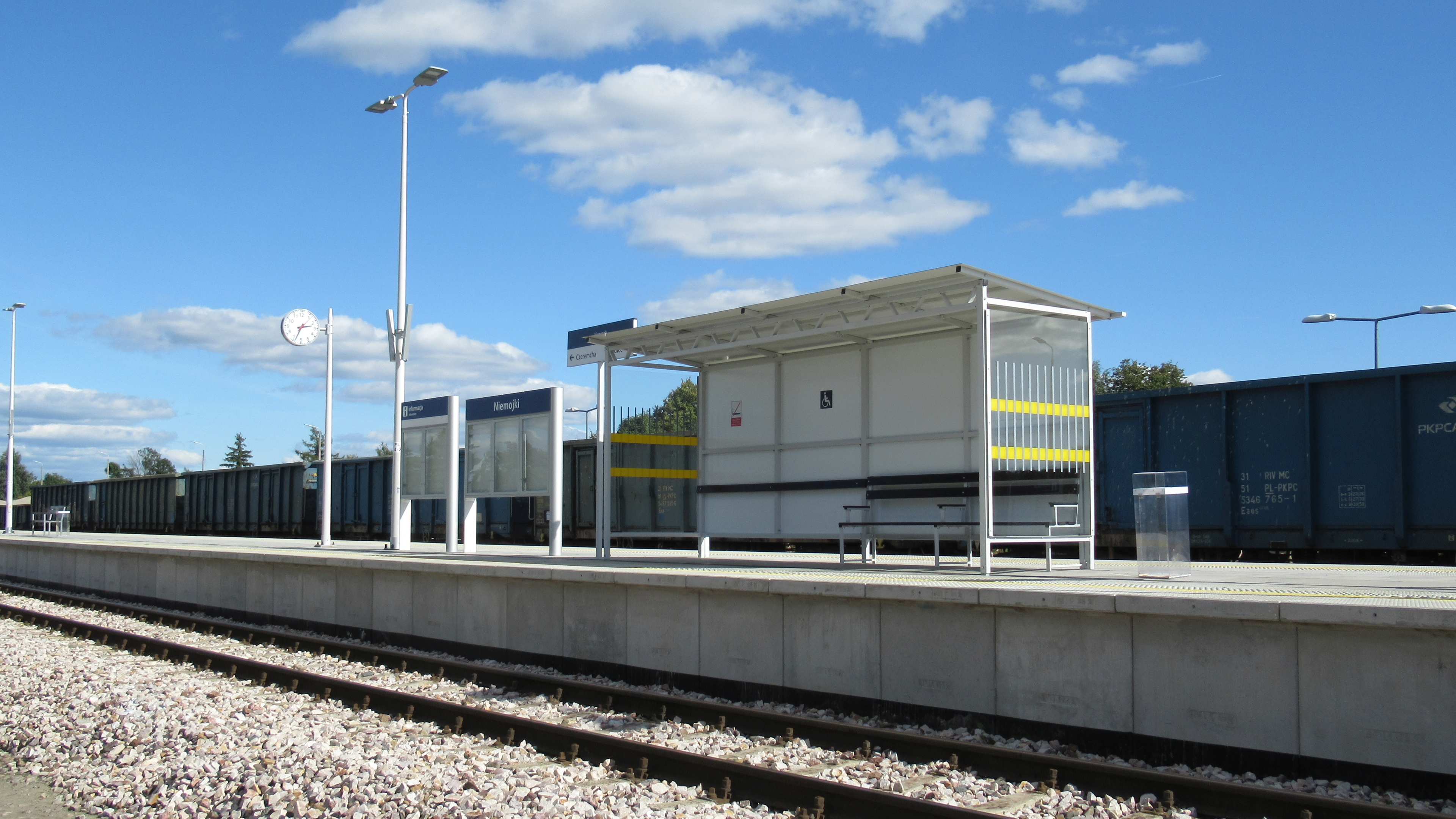
Stacja Niemojki

Osada Niemojki leży na trasie linii kolejowej nr 31 Siedlce – Czeremcha.
Wierni Kościoła rzymskokatolickiego należą do parafii św. Apostołów Piotra i Pawła w Niemojkach.
W latach 1975–1998 miejscowość należała administracyjnie do województwa bialskopodlaskiego.